# 히베이라브라바시

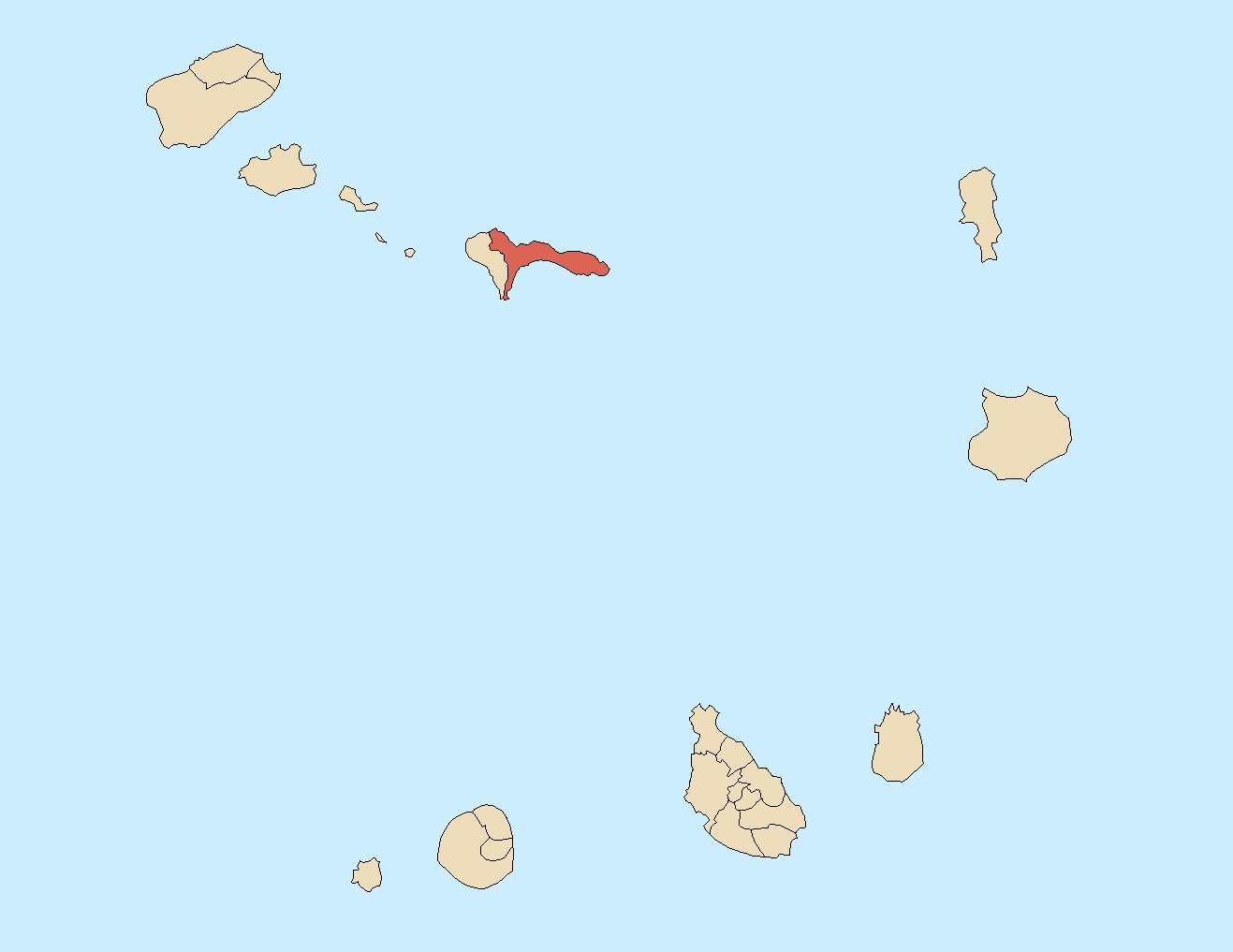
히베이라브라바시의 위치

히베이라브라바시(포르투갈어: Ribeira Brava)는 카보베르데를 구성하는 22개 지방 자치체 가운데 하나로 상니콜라우섬 동부에 위치한다. 행정 중심지는 히베이라브라바이며 면적은 224.8km2, 인구는 7,564명(2010년 기준)이다. 2개 교구(노사세뇨라다라파(Nossa Senhora da Lapa) 교구, 노사세뇨라두호자리우(Nossa Senhora do Rosário) 교구)를 관할한다.